# Marian Pawlik
Marian Pawlik (ur. 1948 w Podgórzu) – polski kontrabasista, basista, kompozytor, lutnik, współzałożyciel grupy Dżamble. Jeden z najlepszych lutników kontrabasowych w Europie. Starszy brat basisty Andrzeja Pawlika, ojciec Joanny Pawlik.  

## Życiorys
Urodził się i wychował w krakowskiej dzielnicy Podgórze. Jego rodzice przyjechali tu ze wsi Stanisław Górny obok Kalwarii Zebrzydowskiej. Ojciec był z zawodu modelarzem drzewnym i właścicielem Zakładu Form Drzewnych – grywał też na akordeonie. Matka zajmowała się dziećmi i domem. 
Muzyk ma troje rodzeństwa. Starszą siostrę Irenę oraz dwóch młodszych braci: Andrzeja i najmłodszego Bogdana. Po ojcu odziedziczył wiedzę dotyczącą obróbki drewna (dzięki temu potrafił na użytek własny wykonać pałki perkusyjne, czy gitarę basową) oraz pasję muzyczną. Jako uczeń szkoły podstawowej (1962) zainteresował się również rysunkiem. 
Zadebiutował jako perkusista krakowskich grup Kuzyni (1963) i The Lessers (1965-1966). Na gitarze basowej zaczął grać w momencie, gdy za perkusją w tym drugim zespole zasiadł Benedykt Radecki. W 1964 roku związał się z klubem Helikon, który zamknięto w 1969.
Będąc po doświadczeniach związanych z muzyką rockową i bluesową zetknął się tam ze środowiskiem jazzmanów. Działalność muzyczna pochłaniała coraz więcej czasu i w efekcie został relegowany z liceum w 1966 roku.

W tamtym czasie (1964) rozpoczęła się moja prawdziwa przygoda z muzyką w Klubie Helikon. Seifert, Jarczyk, Muniak, Stefański, Stańko... No i barman, trębacz Old Metropolitan Bandu Andrzej Jakóbiec, z którym się wtedy zaprzyjaźniłem – byli tam stałymi bywalcami. Do klubu, nawet kiedy był nieczynny, nadal można było mieć wstęp. Wtajemniczeni wiedzieli o tym, że przy wejściu pod jedną z cegieł był zdeponowany klucz do drzwi wejściowych. Zaglądałem tam od czasu do czasu, by trochę pograć na kontrabasie Jasia Gonciarczyka. Zwykle byłem tam w okolicach godziny 11:00. Około 12:00 do klubu wpadali Jasio Jarczyk i Janusz Stefański, czyli pozostali członkowie Kwartetu Seiferta. Wśród nich bywał też oczywiście sam Seifert, który jakoś mnie polubił. To właśnie on pokazał mi Coltrane’a i jego Blue Train. To Zbyszek nauczył mnie standardu Moment’s Notice. Ja byłem względem nich wszystkich amatorem, dziwiłem się, że Zbyszek się mną opiekował, zapraszał mnie do siebie. Takim był człowiekiem. Wtedy dowiedziałem się też o audycjach Willisa Conovera, od którego podczas spotkania w Akwarium w 1981 roku otrzymałem autograf z osobistym pozdrowieniem. My, amatorzy, będący na etapie bluesa, podziwialiśmy tych wszystkich jazzmanów, a im z kolei podobał się chyba nasz sound oraz energia. Po latach odbieram to jako taką pierwszą, naszą, lokalną symbiozę muzyki jazzowej i rocka. Zupełnie tak, jak to miało miejsce w Stanach. Jazz-rock to przecież Scofield, Cobham, Brecker – to są oczywiście jazzmani, ale weźmy np. taką kapelę, jak  Dreams... Cały swój młodzieńczy rozwój, i to, kim teraz jestem, zawdzięczam Krakowowi i Jazz Clubowi Helikon. Tam działo się dosłownie wszystko. Był jazz, były najnowsze płyty, a wraz z nimi wieści ze świata. To nas budowało. W Helikonie poznawałem jazzowy repertuar oraz jazzową literaturę muzyczną. Później w Krakowie powstawał drugi klub: Piwnica u Muniaka, gdzie własnoręcznie zbiłem z desek scenę oraz wykonałem oświetlenie. Te atrybuty przetrwały do dziś. Dziś, kiedy wszystko jest na wyciągnięcie ręki, trudno jest mówić o radości z choćby zdobytej płyty, na której można było posłuchać prawdziwej sztuki, która przychodziła do nas z innego świata. W ten sposób poznałem wraz z moimi kolegami całą angielską dyskografię rock and rollową – Animalsów czy Manfreda Manna. Myśmy grali te utwory, a bywało, że dorabialiśmy do nich polskie teksty. Tak się uczyliśmy... To moje intensywne zainteresowanie muzyką oraz wszystkim tym, co działo się na mieście, te nasze grania na potańcówkach zaowocowały zawaleniem większości egzaminów w moim liceum plastycznym. Siedziałem w jednej ławce z Tomaszem Hołujem (Osjan). Byłem wtedy w klasie trzeciej (1966) i to się tym razem skończyło relegowaniem mnie ze szkoły. Dziś stwierdzam, że to była szkoła, w której pomimo mojej absencji na zajęciach, wszystkiego, co dziś wiem, nauczyłem się właśnie tam.

Kolejne muzyczne kroki to jego współpraca z krakowskim zespołem Telstar. W grudniu 1968 roku zaś nastąpił okres krótkotrwałej kooperacji ze Skaldami z którymi nagrał muzykę do telewizyjnego filmu fabularnego pt. Kulig (reż. Stanisław Kokesz). Wkrótce młody basista rozpoczął naukę w Państwowej Szkole Muzycznej II stopnia w Krakowie. Kształcił się w klasie kontrabasu wybitnego muzyka Ryszarda Dauna do roku 1970. 
W tym okresie wszedł w skład grupy Dżamble (1968-1972, 1978-1980 – kilkukrotnie brał udział w reaktywacji zespołu) – z którą osiągnął największe sukcesy, koncertował w kraju i za granicą, dokonał licznych nagrań radiowych, występował w Telewizji Polskiej oraz nagrał longplay, zatytułowany Wołanie o słońce nad światem. Uczestniczył także jako muzyk sesyjny w nagraniu radiowej wersji utworu Marka Grechuty i Anawy pt. Korowód. 
W 1973 roku wyjechał na czteromiesięczny kontrakt do Stanów Zjednoczonych, gdzie zetknął się z tamtejszymi muzykami, m.in. z Rufusem Reidem. 
Po powrocie do kraju rozpoczął się trzyletni okres jego kompozytorskiej współpracy z Jackiem Fedorowiczem, jako współtwórcy audycji 60 minut na godzinę. Ponadto grywał z grupą wokalną Novi Singers, w 1975 wszedł w skład zespołu Maryli Rodowicz do którego po pewnym czasie ściągnął Andrzeja Zauchę i z którym w międzyczasie grywał w różnych okazjonalnych składach (m.in. z udziałem pianisty Jana Jarczyka), a z końcem 1978 roku reaktywował Dżamble. Współpracował również z Ireną Jarocką i z Wolną Grupą Bukowiną.
W 1976 roku brał udział w nocnym jam session w klubie Pod Jaszczurami z udziałem zespołu Procol Harum a w roku 1985 wziął udział w jamie z udziałem Pata Metheny'ego. Jako że po zamknięciu Helikonu (w 1969) było to kolejne miejsce muzycznych spotkań w którym często bywał, więc udzielał się tutaj grając w przeróżnych, niezliczonych składach, m.in. w zespole Combo Pikantne w którego skład wchodzili m.in. także: Halina Jarczyk, Ryszard Styła, Witold Wnuk. 
W 1980 roku po nieudanej próbie wyjazdu na kolejny kontrakt zagraniczny, powrócił do gry na kontrabasie i wszedł w skład zespołu jazzowego Axis pod wodzą saksofonisty Przemysława Gwoździowskiego, w którym grali także: Jarosław Śmietana, Wojciech Groborz i Jan Pilch. 
Następnie związał się ze środowiskiem krakowskich muzyków dixielandowych, wchodząc w skład zespołów Beale Street Band (w 1983 r. zwyciężyli w konkursie festiwalu Złota Tarka a w 1984 nagrali muzykę do filmu Vabank II, czyli riposta i longplay mający za tytuł nazwę grupy) i Swing Orchestra Cracow (formacja pozostawiła po sobie album nagrany w 1989 r. z udziałem Lory Szafran). 
Lutnictwem zaczął zajmować się w drugiej połowie 80., w momencie gdy naprawił własny kontrabas marki Musima, który ucierpiał w wypadku samochodowym. W swojej pracowni lutniczej oprócz napraw i korekt kontrabasów, zajmuje się także produkcją instrumentów. Od momentu powstania, czyli od 1991 roku pomagał także Januszowi Muniakowi w przygotowaniu „Piwnicy u Muniaka” do stanu użytkowania a w kolejnych latach, grając w sekcji akompaniującej, uczestniczył w działalności klubu.  
W roku 2017 założył zespół Marian Pawlik Quartet, w którego skład oprócz niego wchodzą: Jakub Płużek (fortepian), Barłomiej Noszka (saksofon tenorowy) i Michał Heller (perkusja). W sierpniu 2018 roku ukazał się debiutancki album grupy, zatytułowany Old Bass Line. Jest to autorski projekt muzyka, nawiązujący do twórczości kontrabasistów jazzowych, takich jak: Paul Chambers, Ron Carter, Oscar Pettiford. 
W czerwcu 2021 roku ukazał się drugi krążek, pt. Bezsenność we dwoje. Artysta przenosi słuchacza ponad 50 lat wstecz, przypominając utwory Dżambli w innych aranżacjach oraz wybrane standardy jazzowe i jazzowe transkrypcje melodii ludowych (m.in. autorstwa Andrzeja Trzaskowskiego). Na płycie znalazły się także autorskie kompozycje muzyków formacji Marian Pawlik Quartet.
W 2017 roku muzyk został uhonorowany „Barankiem” (w ramach Letniego Festiwalu Jazzowego w Piwnicy pod Baranami), nagrodą przyznawaną artystom jazzowym związanym z historią jazzu w Krakowie i Piwnicą pod Baranami.

## Wybrane kompozycje[23]
- Bezsenność we dwoje – wyk. Dżamble
- Blues Panie Janku – wyk. Kabaret Elita
- Hej, pomóżcie ludzie – wyk. Dżamble
- Masz przewrócone w głowie – wyk. Dżamble
- Muszę mieć dziewczynę – wyk. Dżamble
- Rodowód kolegi tłumacza – wyk. Jacek Fedorowicz (60 minut na godzinę)[24]
- Szczęście nosi twoje imię – wyk. Dżamble
- Tani blues – wyk. Beale Street Band
- Walczyk Kolegi Kuchmistrza – wyk. Jacek Fedorowicz (60 minut na godzinę)
- Wołanie o słońce nad światem – wyk. Dżamble
- Wpatrzeni w siebie – wyk. Dżamble